# Mozaïek van de circusspelen
De mozaïek van de circusspelen is een tweede-eeuwse Romeinse vloermozaïek afkomstig uit Lyon, het antieke Lugdunum. De mozaïek stelt wagenrennen in een circus voor.

## Beschrijving
De mozaïek meet 4,97 op 3,02 meter en heeft een oppervlakte van 15 vierkante meter. Hij is uitgevoerd in marmeren en kalkstenen tesserae. De centrale scène is een voorstelling op zwarte achtergrond van een circus met wagenrennen. De randen, uitgevoerd met grotere tesserae, stellen acanthusbladeren voor en zijn typisch voor de mozaïeken van Lugdunum.
Er zijn acht vierspannen afgebeeld. De mozaïek stelt verschillende fases van een race voor tussen vier facties, groenen, roden, witten en blauwen. Links zijn de starthokken (carceres) afgebeeld. Op de tribune erboven staat een magistraat die de start aangeeft met een doek. Op het middenplein (spina) staat een obelisk en de bassins met toebehoren die dienden om de afgelegde rondes aan te geven. Twee personen staan al klaar met de zegepalm en -krans voor de winnaar van de race. Op de baan zijn twee spannen verongelukt. Er zijn ook twee losse ruiters afgebeeld en een helper die klaarstaat om de paarden met water te verfrissen.

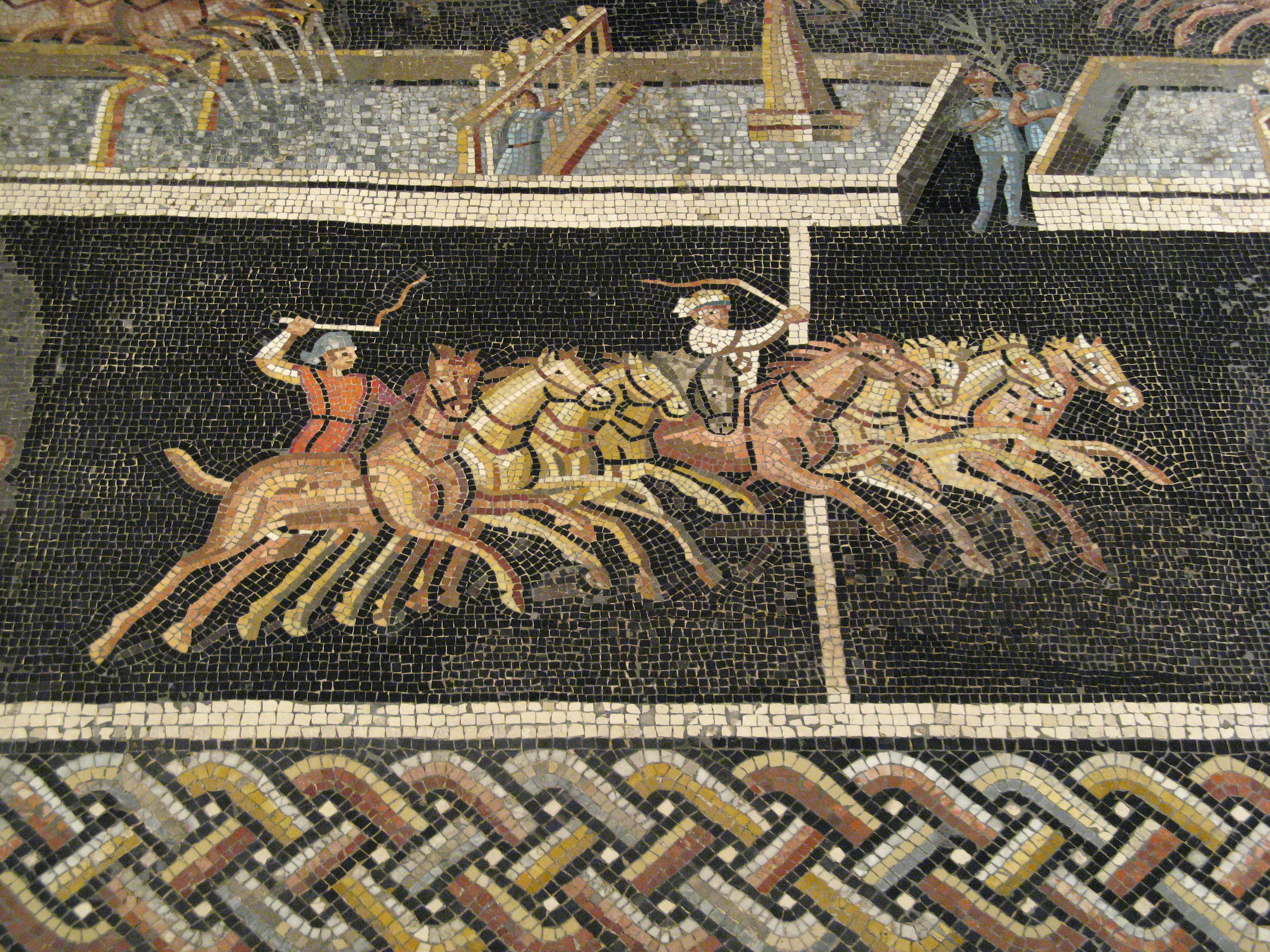
Rood (russata) en wit team (albata)
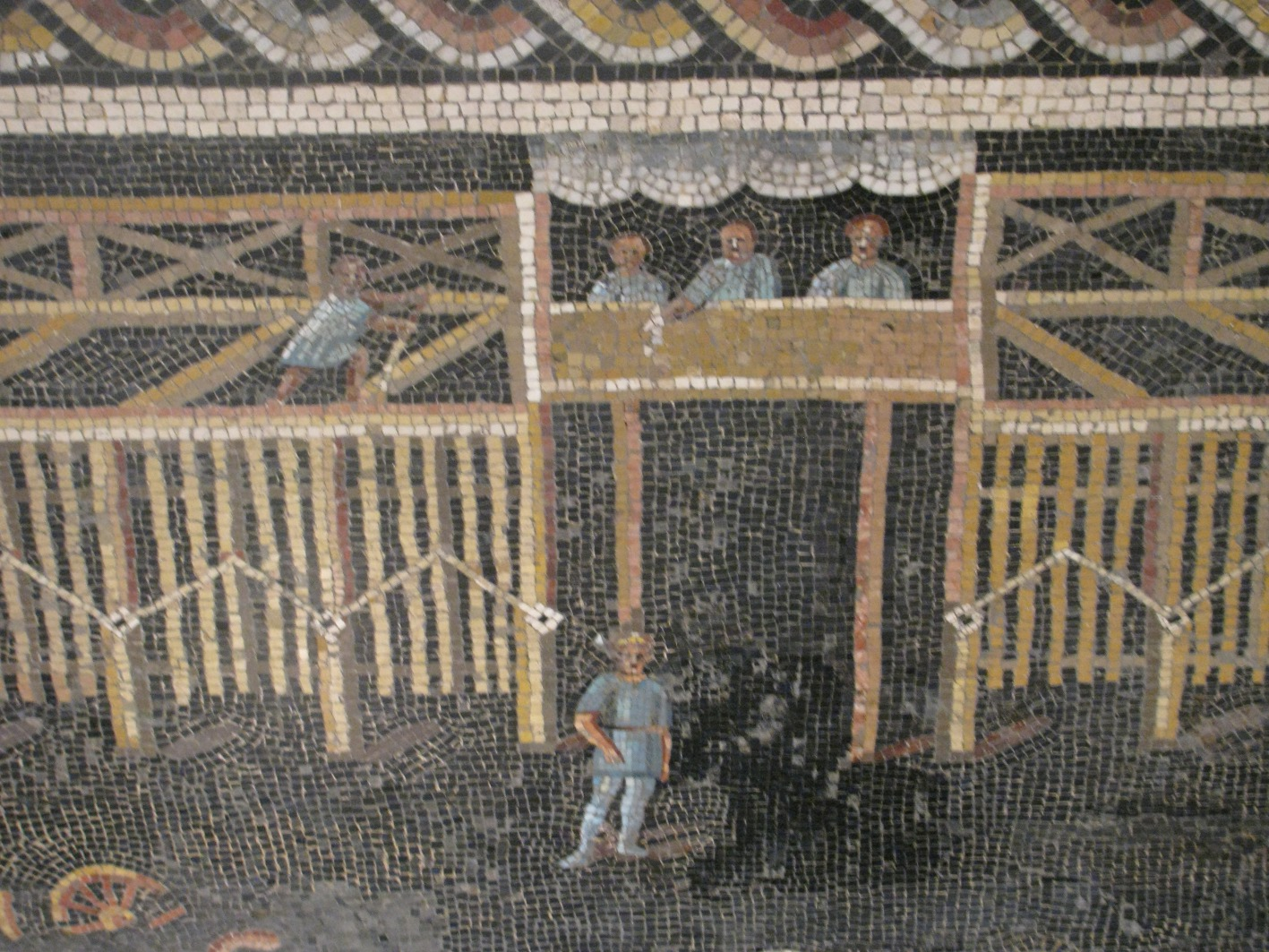
Tribune en stallen
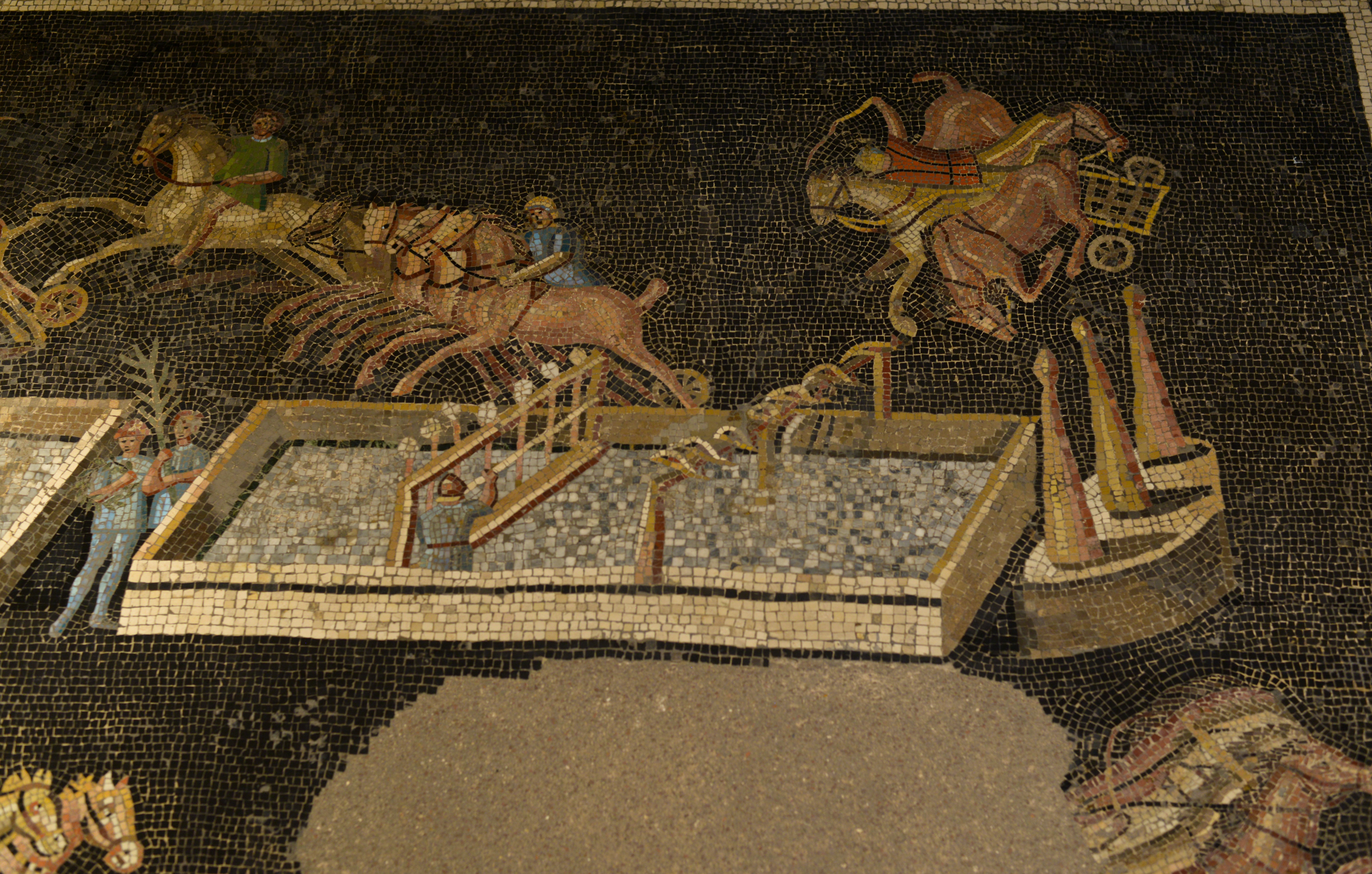
Bassin in de spina

## Geschiedenis
De mozaïek werd werd in 1806 ontdekt tijdens graafwerken in het 2e arrondissement van Lyon. De mozaïek wordt tentoongesteld in het Gallo-Romeins museum van Fourvière.